# Saint-Carreuc
Saint-Carreuc är en kommun i departementet Côtes-d'Armor i regionen Bretagne i nordvästra Frankrike. Kommunen ligger i kantonen Moncontour som tillhör arrondissementet Saint-Brieuc. År 2022 hade Saint-Carreuc 1 554 invånare.

## Befolkningsutveckling
Antalet invånare i kommunen Saint-Carreuc
Referens:INSEE